# إدغار تشادويك (لاعب كرة قدم)
إدغار تشادويك (بالإنجليزية: Edgar Chadwick)‏ (14 يونيو 1869 في المملكة المتحدة - 14 فبراير 1942 في المملكة المتحدة) هو مدرب كرة قدم ولاعب كرة قدم بريطاني (وحمل سابقاً جنسية المملكة المتحدة لبريطانيا العظمى وأيرلندا) في مركز الوسط، شارك في الألعاب الأولمبية الصيفية 1908. وشارك مع منتخب إنجلترا لكرة القدم. أما مع النوادي، فقد لعب مع بلاكبيرن روفرز ونادي إيفرتون ونادي بلاكبول ونادي بيرنلي ونادي ساوثهامبتون ونادي ليفربول ونادي دارون وDarwen F.C. (1870) ‏ وGlossop North End A.F.C. ‏ وBlackburn Olympic F.C. ‏.

## وصلات خارجية
- إدغار تشادويك على موقع قاعدة بيانات كرة القدم.إي يو (الإنجليزية)
- إدغار تشادويك على موقع ناشيونال فوتبول تيمز (الإنجليزية)
- إدغار تشادويك على موقع أوليمبيديا (الإنجليزية)